# Teo (piosenkarz)
Teo, właśc. Juryj Waszczuk (biał. Юрый Вашчук; ros. Юрий Ващук, ur. 24 stycznia 1983 w Chidrach) – białoruski piosenkarz, kompozytor i prezenter telewizyjny, reprezentant kraju w 59. Konkursie Piosenki Eurowizji (2014).

## Życiorys
Jest synem Alaksieja i Janiny Waszczuków, nauczyciela historii i dyrektorki wiejskiego domu kultury w Chidrach. W wieku czterech lat zaczął naukę gry na bajanie, niedługo potem został zwycięzcą konkursu Praleski (oryg. Пралескі), a następnie wziął udział w programie telewizyjnym Zornaja rostań (oryg. Зорная ростань). W 2000 został zaproszony do pracy w Narodowej Akademickiej Orkiestrze Białorusi pod przewodnictwem Michaiła Finberga. W 2008 ukończył studia na Białoruskim Państwowym Uniwersytecie Kultury i Sztuki.
W 2009 wystartował w krajowych eliminacjach do 54. Konkursu Piosenki Eurowizji z piosenką „Behind”, którą nagrał w duecie z Anną Blagową. W 2012 został najlepszym białoruskim aranżerem, a w 2013 – kompozytorem roku. Jest autorem muzyki do dwóch rosyjskich filmów oraz prowadzącym program telewizyjny Napierad u minułaje (oryg. Наперад у мінулае), emitowany na kanałach Biełaruś 3 i Biełaruś 24.

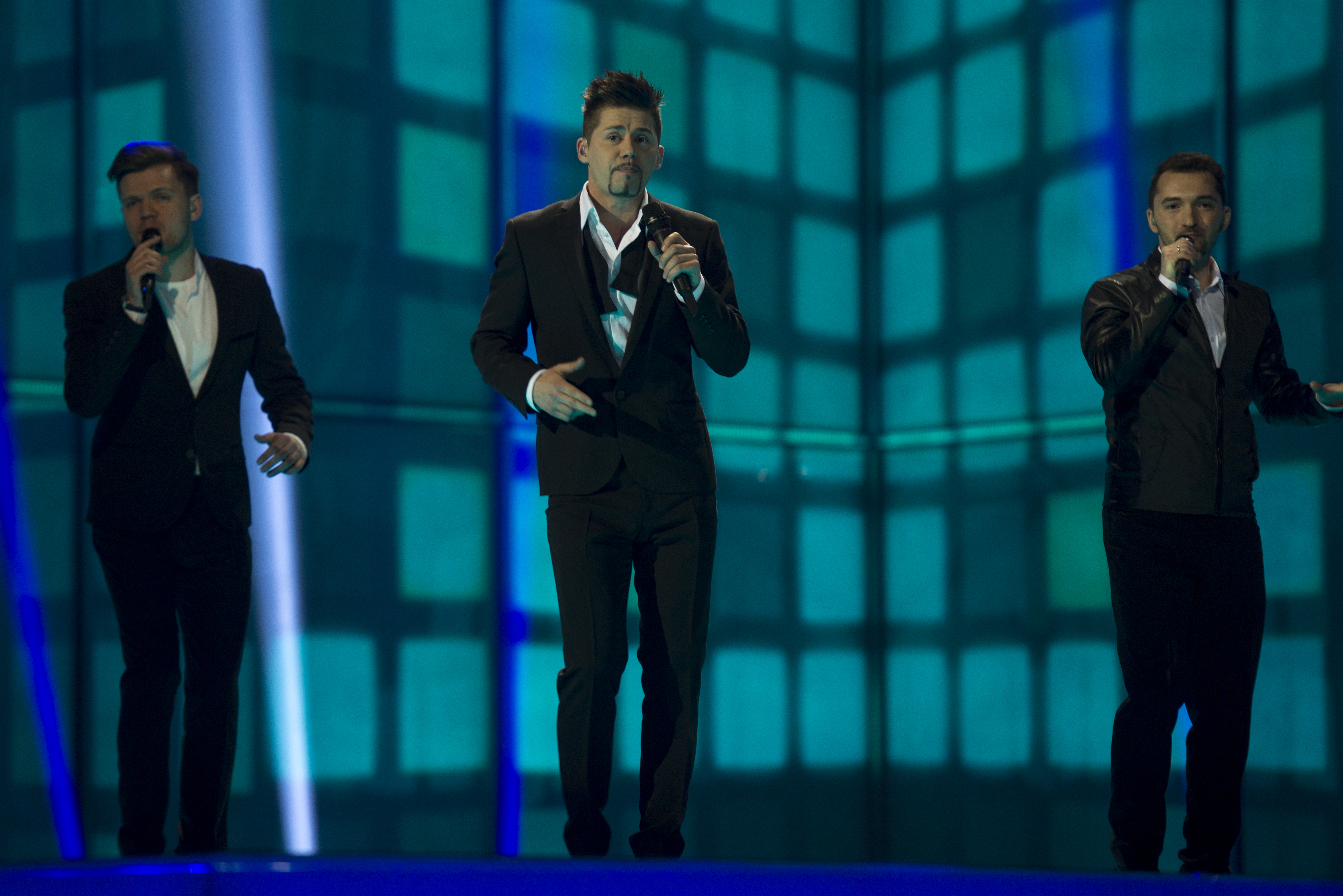
Teo podczas 59. Konkursu Piosenki Eurowizji w Kopenhadze (2014)

W 2014 z piosenką „Cheesecake” zgłosił się do krajowych selekcji do 59. Konkursu Piosenki Eurowizji, wysyłając zgłoszenie w ostatnim możliwym terminie za namową znajomych, po tym, jak zaaranżował utwór kwalifikacyjny Natalii Tamieło. Zakwalifikował się do finału selekcji rozgrywanego 10 stycznia i zajął w nim pierwsze miejsce, dzięki czemu został reprezentantem Białorusi w konkursie. Choć w głosowaniu widzów zajął trzecie miejsce z 5 088 punktami na koncie, w głosowaniu jurorskim dostał 90 punktów, plasując się na pierwszej pozycji. Po zsumowaniu obu głosowań otrzymał największą liczbę punktów ex aequo z Maxem Lorensem i jego zespołem DiDiuLia. O końcowym werdykcie zdecydowało ponowne głosowanie komisji jurorskiej, która jednogłośnie (stosunkiem głosów 8:0) wybrała go na zwycięzcę. Taka sytuacja wydarzyła się po raz pierwszy w historii białoruskich selekcji i wywołała spore kontrowersje. 8 maja Teo wystąpił podczas drugiego półfinału Konkursu Piosenki Eurowizji jako 10. w kolejności i zakwalifikował się do finału rozgrywanego 10 maja. Zajął w nim 16. miejsce, zdobywając łącznie 43 punkty, w tym maksymalną notę 12 punktów z Rosji. Po konkursie z singlem „Cheesecade” dotarł do 68. miejsca na irlandzkiej liście przebojów oraz 75. na austriackiej.
W 2015 podawał wyniki białoruskiego głosowania telewidzów i jurorów w finale 60. Konkursu Piosenki Eurowizji. W maju 2016 zasiadł w krajowej komisji jurorskiej 61. Konkursu Piosenki Eurowizji. W latach 2016–2017 współprowadził krajowe eliminacje do Konkursu Piosenki Eurowizji dla Dzieci, a w latach 2017–2018 był współgospodarzem eliminacji do Konkursu Piosenki Eurowizji.